# QCad
QCAD è un'applicazione CAD 2D molto semplice, pubblicata sotto licenza GPL dal 1999. Permette la creazione e la stampa di disegni tecnici 2D.

## Sviluppo
Il programma è disponibile per Windows, GNU/Linux e Mac OS.
È sviluppato dalla Ribbonsoft e il suo principale sviluppatore è Andrew Mustun.
Fa uso delle librerie dxflib dello stesso sviluppatore e delle librerie Qt della Trolltech.

## Versioni disponibili
Sul sito delle Ribbonsoft viene messo a disposizione il codice sorgente del programma in una versione non aggiornatissima (la Community Edition), non disponibile per Windows, che impiega la versione 3 delle librerie Qt. Il codice viene distribuito sotto licenza GPL. Se si vuole avere una versione binaria aggiornata che fa uso delle librerie Qt versione 4 è necessario acquistare una licenza, altrimenti ci si deve accontentare di una delle demo disponibili sul sito, che dopo un certo lasso di tempo si chiudono automaticamente.
Se invece non ci sono particolari esigenze è sufficiente compilare il codice sorgente smanettando un po' con gli script di installazione e facendo a meno delle ultime novità.
Dal 9 marzo 2010, è disponibile una versione di QCad Community Edition compilata per Windows, reperibile su Sourceforge.
 
Nel 2011, da un fork di queste librerie è nato LibreCAD, cad 2D multipiattaforma e multilingua.
Nel 2012 è uscita la versione 3 decisamente migliorata.

## Formato file
Il formato dei file che utilizza è il DXF (versione 2000) anche se non ne supporta tutte le estensioni, in particolare non supporta i layout. I file si possono esportare in vari formati, ma non in VRML e in SVG.
È possibile stampare i disegni utilizzando le stampanti di sistema (in particolare sotto GNU/Linux supporta senza problemi CUPS). È inoltre possibile stampare i disegni su file postscript, opzione che permette di importare le tavole all'interno di programmi di impaginazione.
Dalla versione 3 gestisce anche il formato DWG.